# Lars Vaular
Lars Nesheim Vaular, född 20 september 1984, är en rapartist och låtskrivare från Åsane i Bergen.  
Han har rappat på bergen-dialekt sedan 2003, och har även tidigare producerat musik tillsammans med Tungtvann, Side Brok, Jan Eggum, Fjorden Baby! och John Olav Nilsen & Gjengen.
Vaular debuterade som soloartist 2007 med La Hat - Et nytt dagslys.... 3 maj 2010 kom Helt om natten, helt om dagen, som blev det första av hans album som fått nationell distribution och marknadsföring (Bonnier Amigo).
Lars Vaular är kusin till artisten Sondre Lerche.

## Diskografi (urval)
Soloalbum
- La Hat - Et nytt dagslys... (2007)
- D'e glede (2009)
- Helt om natten, helt om dagen (2010)
- Du betyr meg (2011)
- 1001 hjem (2013)

EP
- Helt ute på EP (2010)

Med Freakshow
- Come On b/w Hva skjer (12" vinyl) (2003)
- We Are the Champions Mixtape (2004)

Med Tier'n & Lars
- Frykt og avsky i Bergen (promo) (2004)
- Tilbake til stripa : Forberedelsen (2005)
- Kulturclash (2006)